# 長束長吉
長束 長吉（なつか ながよし、生没年不詳）は、安土桃山時代の武将、豊臣秀吉の家臣。通称は兵部。官位は兵部少輔。父は長束正家。母は不詳。

## 生涯
豊臣秀吉に仕えて馬廻となる。文禄元年（1592年）正月18日、従五位下兵部少輔に叙任される。慶長4年（1599年）正月、大坂城で豊臣秀頼に伺候した。